# ميخائيل بيكون
ميخائيل بيكون (بالإنجليزية: Michael Bacon)‏ هو ملحن وكاتب أغاني أمريكي، ولد في 22 ديسمبر 1949 في فيلادلفيا في الولايات المتحدة.

## وصلات خارجية
- الموقع الرسمي
- ميخائيل بيكون على موقع IMDb (الإنجليزية)
- ميخائيل بيكون على موقع ميوزك برينز (الإنجليزية)
- ميخائيل بيكون على موقع ديسكوغز (الإنجليزية)
- ميخائيل بيكون على موقع قاعدة بيانات الفيلم (الإنجليزية)